# Dassault/Dornier Alpha Jet
Dassault/Dornier Alpha Jet – samolot szkolny do szkolenia zaawansowanego oraz lekki samolot szturmowy. Powstał we współpracy niemiecko-francuskiej.

## Historia
W 1969 roku został rozpisany we Francji i w RFN konkurs na samolot treningowo-bojowy. Rok wcześniej francuski koncern lotniczy Dassault-Breguet wraz z niemieckim Dornierem opracowały samolot nazwany Alpha Jet, który w 1970 roku zwyciężył w tym konkursie. Po podziale zadań pomiędzy wytwórnie przystąpiono do budowy pierwszych egzemplarzy, po dwa w każdym z państw. Prototyp samolotu wzniósł się w powietrze w październiku 1973 roku, do 1977 roku zakończono z powodzeniem próby wszystkich czterech egzemplarzy.

## Produkcja
Po zebraniu zamówień przystąpiono do produkcji seryjnej samolotów w dwóch podstawowych wersjach: szkolno-treningowej oraz szturmowej. Niemcy miały otrzymać 175 lekkich samolotów szturmowych bezpośredniego wsparcia pola walki Alpha Jet A i dwumiejscowej wersji treningowej AT, Francja 176 w wersji szkolno-treningowej Alpha Jet E. Poszczególne wersje posiadały identyczny płatowiec, zespół napędowy i podwozie, różniły się elementami wyposażenia oraz możliwością przenoszenia bogatszego uzbrojenia przez wersję szturmową. Francja otrzymała zamówione samoloty w latach 1979-1985, podobne maszyny otrzymały również Belgia, Egipt (gdzie były produkowane) oraz kilka innych państw. Niemieckie dostawy odbywały się w latach 1979-1983. W latach 90. XX w. Luftwaffe zaczęła wycofywanie swoich maszyn. Zainteresowane nimi są m.in. Francja (tymczasowo, też planuje ich późniejszą wymianę), Egipt i inne kraje. Ogółem zbudowano około pięćset samolotów Alpha Jet. Portugalia użytkowała swoje samoloty od 1993 roku, kiedy to pozyskano 50 samolotów z Niemiec, do 2018 roku. 13 stycznia 2018 roku uroczyście pożegnano ostatni Alpha Jet pozostający na służbie Portugalskich Sił Powietrznych.

## Porównywalne samoloty
- AIDC AT-3A Tzu-chung
- FMA IA 63 Pampa (powstał na podstawie planów Dassault/Dornier Alpha Jet)
- Aermacchi S-211
- Aero L-39 Albatros
- Aero L-59 Super Albatros
- BAE Hawk
- CASA C-101
- Kawasaki T-4
- PZL I-22 Iryda
- SOKO G-4 Super Galeb
- SOKO J-22 Orao
- T-45 Goshawk
- IAR-99